# Zdzisław Więcław
Zdzisław Więcław (ur. 9 listopada 1928 w Zbylitowskiej Górze) – polski działacz partyjny i państwowy, w latach 1976–1982 wicewojewoda przemyski.

## Życiorys
Syn Michała i Bronisławy, kształcił się m.in. na trzymiesięcznym kursie przy Komitecie Centralnym Polskiej Zjednoczonej Partii Robotniczej. W 1953 wstąpił do Polskiej Zjednoczonej Partii Robotniczej. Pomiędzy 1960 a 1966 członek egzekutywy i sekretarz ds. rolnych w Komitecie Powiatowym PZPR w Przemyślu. Następnie pomiędzy 1966 a 1975 członek egzekutywy Komitetu Miasta i Powiatu PZPR tamże, jednocześnie w latach 1966–1972 pozostawał sekretarzem ds. rolnych. We wrześniu 1972 zatwierdzony na stanowisku przewodniczącego Prezydium Powiatowej Rady Narodowej w Przemyślu. Od marca 1976 do czerwca 1982 pozostawał wicewojewodą przemyskim.
W 1988 wpisany do księgi zasłużonych dla województwa przemyskiego.